# 9 de outubro
9 de outubro é o 282.º dia do ano no calendário gregoriano (283.º em anos bissextos). Faltam 83 dias para acabar o ano.

## Eventos históricos

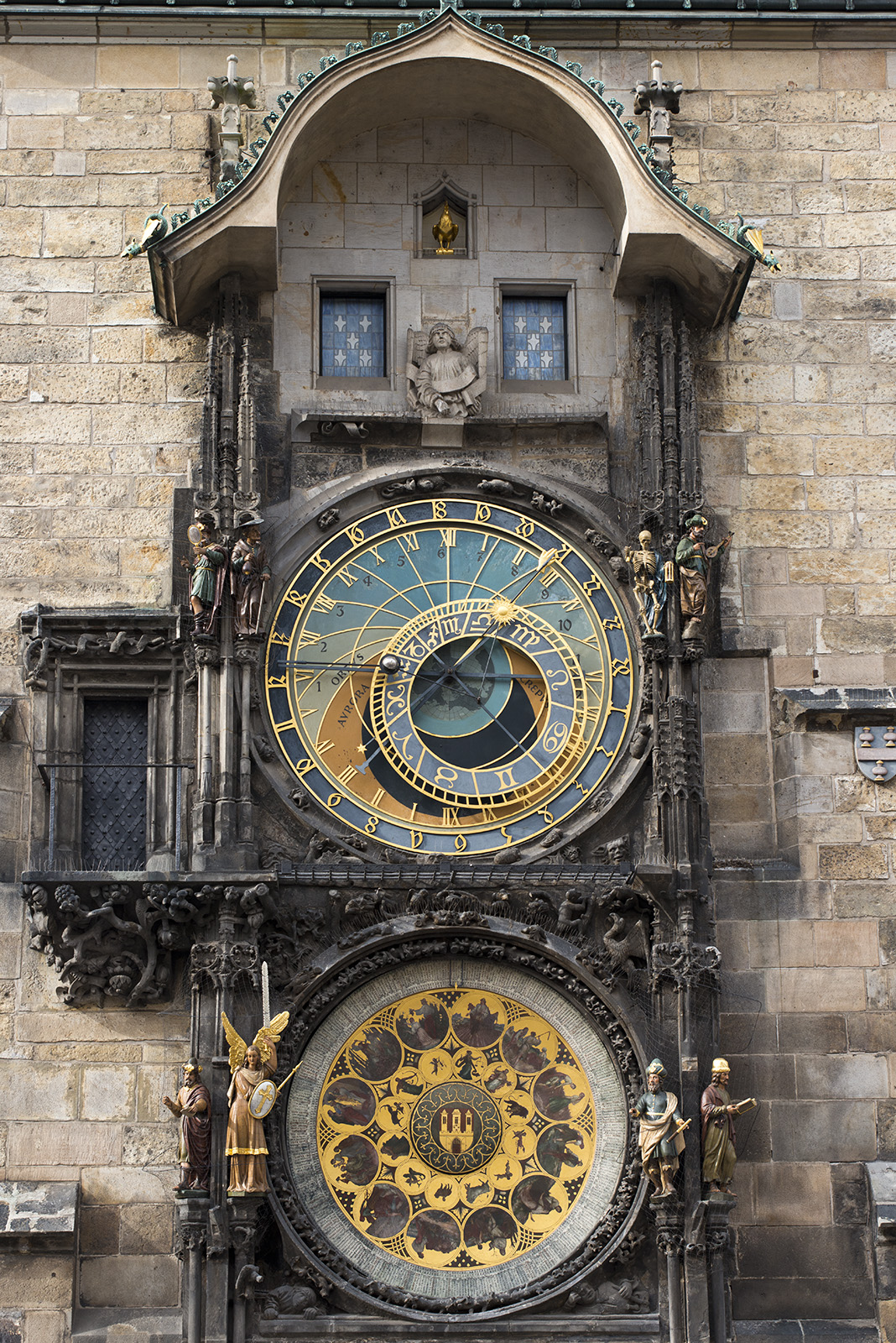
1410: O relógio astronômico de Praga

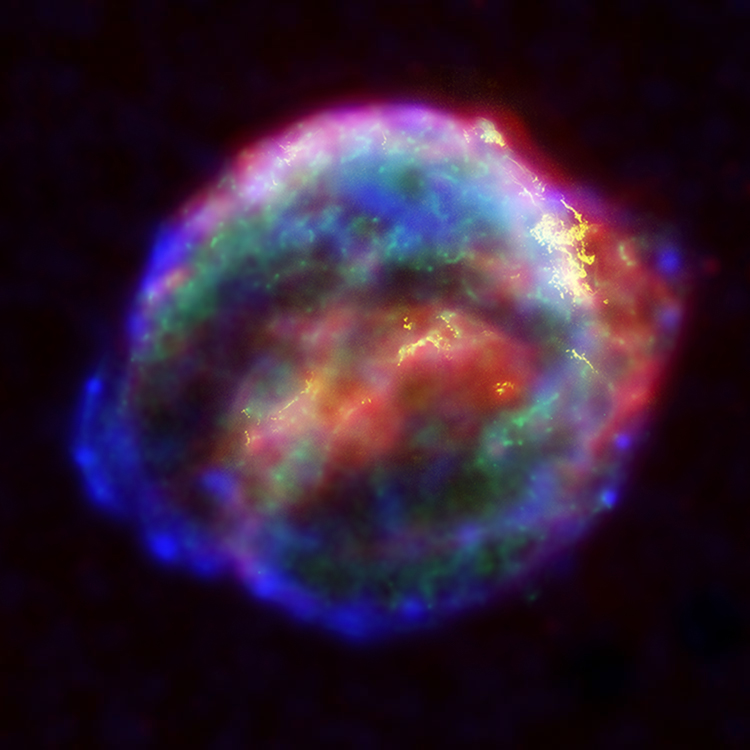
1604: A Supernova de 1604, fotografada em 2000

- 0768 — Carlomano I e Carlos Magno são coroados reis dos francos.
- 1238 — O rei de Aragão, Jaime I, conquista Valência e funda o Reino de Valência.
- 1410 — A primeira menção conhecida do relógio astronômico de Praga.
- 1446 — O alfabeto hangul é publicado na Coreia.
- 1594 — Tropas do Império Português são derrotadas no Sri Lanka, pondo fim à Campanha de Danture.
- 1604 — Supernova de Kepler, a mais recente supernova observada na Via Láctea.
- 1708 — Pedro, o Grande derrota os suecos na Batalha de Lesnaya.
- 1740 — Colonos holandeses e nativos javaneses iniciam um massacre da população étnica chinesa na Batávia, matando pelo menos 10 000 pessoas.
- 1760 — Guerra dos Sete Anos: tropas russas e austríacas ocupam Berlim por um breve período.
- 1790 — Um forte terremoto no norte da Argélia causa graves danos e um tsunami no Mar Mediterrâneo e mata três mil.[1]
- 1806 — A Prússia inicia a Guerra da Quarta Coalizão contra a França.
- 1820 — Guayaquil declara independência da Espanha.
- 1831
  - Criado o Corpo de Municipais Permanentes, atual Polícia Militar do Estado do Rio de Janeiro.
  - Ioannis Kapodistrias, o primeiro chefe de Estado da Grécia independente, é assassinado.
- 1854 — Guerra da Crimeia: começa o cerco de Sebastopol.
- 1861 — Acontece o Auto de fé de Barcelona: queima, em praça pública, de 300 livros espíritas.
- 1888 — Abertura do Monumento a Washington a visitação pública.
- 1900 — As Ilhas Cook se tornam um território do Reino Unido.
- 1911 — Uma explosão acidental de uma bomba desencadeia a Levantamento de Wuchang contra a monarquia chinesa.
- 1914 — Primeira Guerra Mundial: o cerco a Antuérpia chega ao fim.
- 1918 — O Parlamento finlandês oferece ao príncipe Frederico Carlos de Hesse o trono de um reino de curta duração na Finlândia.
- 1919 — Os Cincinnati Reds vencem a World Series, resultando no Escândalo Black Sox.
- 1921 — Começa a crise das cartas falsas, que resultaria em Epitácio Pessoa desistir de atuar na sua sucessão.
- 1934 — Um assassino ustaše mata o rei Alexandre I da Iugoslávia e Louis Barthou, ministro das Relações Exteriores da França, em Marselha.
- 1941 — Um golpe no Panamá declara Ricardo Adolfo de la Guardia Arango o novo presidente.
- 1944 — Segunda Guerra Mundial: Primeiro-ministro britânico Winston Churchill e o premiê da União Soviética Josef Stalin começam uma conferência de nove dias em Moscou para discutir o futuro da Europa, na quarta Conferência de Moscou.
- 1962 — Uganda se torna um reino independente, e membro da Commonwealth.
- 1967 — Um dia após sua captura, Ernesto "Che" Guevara é executado por tentar incitar uma revolução na Bolívia.
- 1969 — Em Chicago, a Guarda Nacional é chamada enquanto as manifestações continuam no julgamento dos "Oito de Chicago".
- 1970 — A República Khmer é proclamada no Camboja.
- 1980 — Papa João Paulo II saúda o Dalai Lama durante uma audiência privada na Cidade do Vaticano.
- 1981 — O presidente François Mitterrand abole a pena capital na França.
- 1983 — O presidente sul-coreano Chun Doo-hwan sobrevive a uma tentativa de assassinato em Rangum, na Birmânia (atual Yangon, Mianmar), mas a explosão mata 21 pessoas e fere outras 17.
- 1989 — Em Leipzig, Alemanha Oriental, 70 000 protestantes exigem a legalização de grupos de oposição e reformas democráticas.
- 1991 — Equador entra na lista dos países da Convenção de Berna para proteção dos direitos autorais.
- 2006
  - A Coreia do Norte realiza seu primeiro teste nuclear.
  - YouTube é comprado pelo Google, por US$ 1,65 bilhão.
- 2009 — Primeiro impacto lunar do Programa Robótico de Precursores Lunares da NASA.
- 2012 — Talibã paquistanês tenta assassinar Malala Yousafzai, uma colegial ativista dos direitos humanos das mulheres e do acesso à educação na sua região natal.
- 2016 — O Exército de Salvação Rohingya de Arakan lança seu primeiro ataque contra as forças de segurança de Mianmar ao longo da fronteira entre Bangladesh e Mianmar.
- 2019
  - A Turquia inicia sua ofensiva militar no nordeste da Síria, após tropas dos Estados Unidos retirarem-se da região.[2][3]
  - Protestos no Equador pela renúncia do presidente Lenín Moreno faz o governo se mudar de Quito para Guayaquil.[4]

## Nascimentos

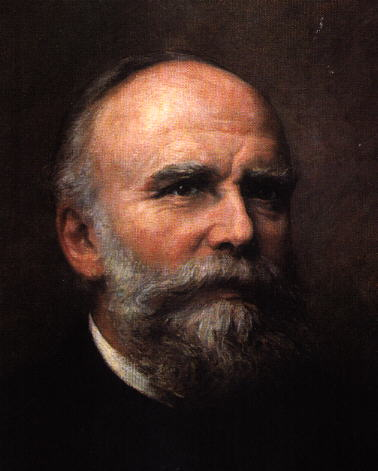
Eugen Langen

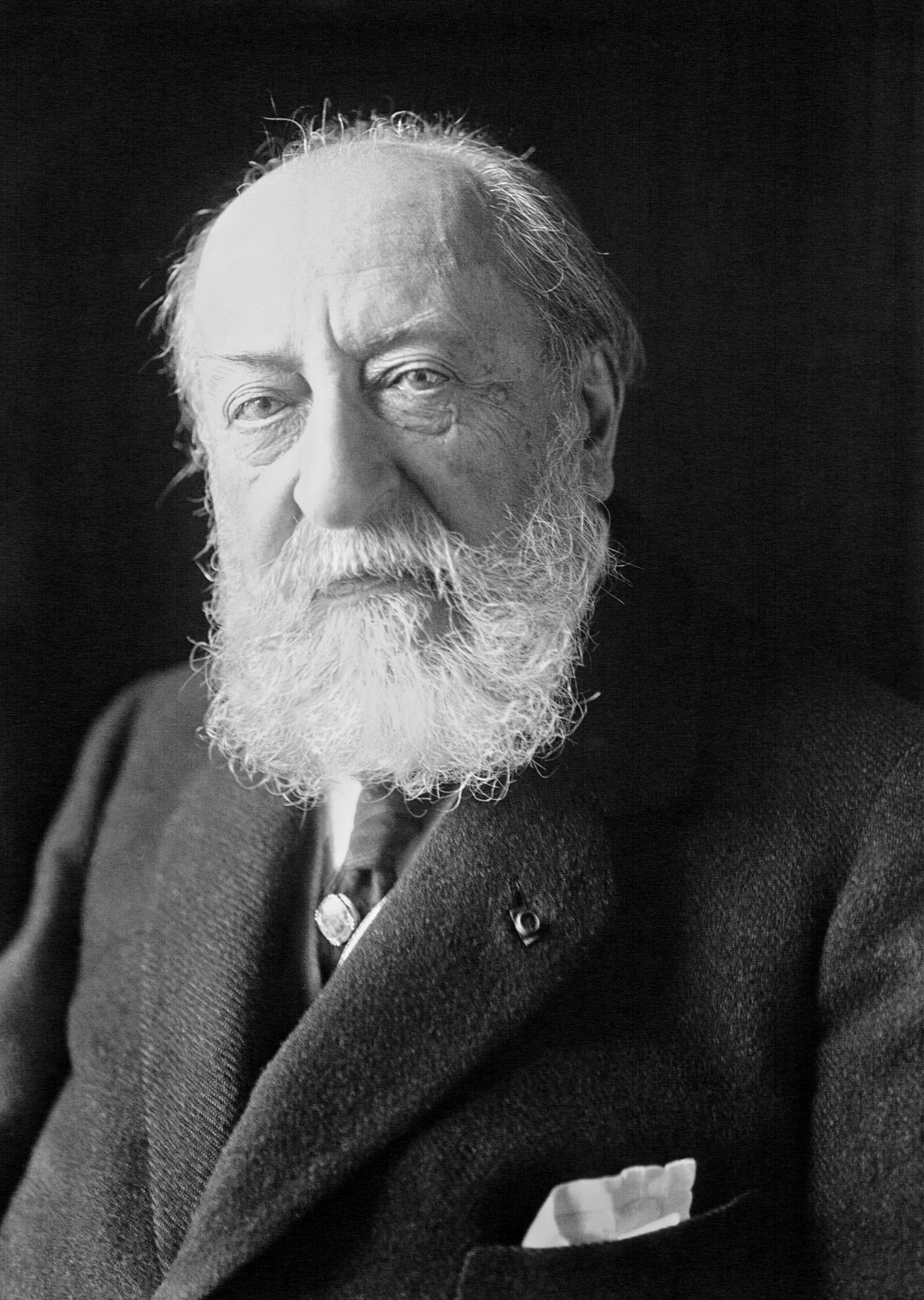
Camille Saint-Saëns

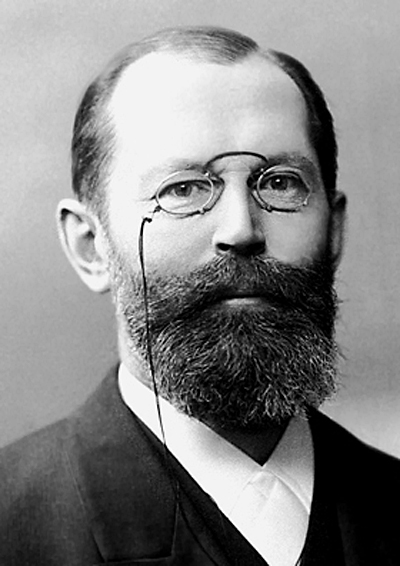
Hermann Emil Fischer

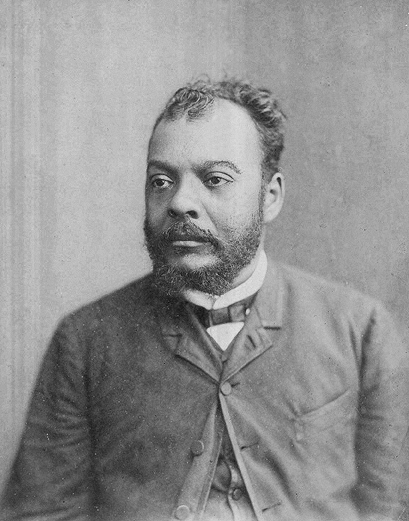
José do Patrocínio

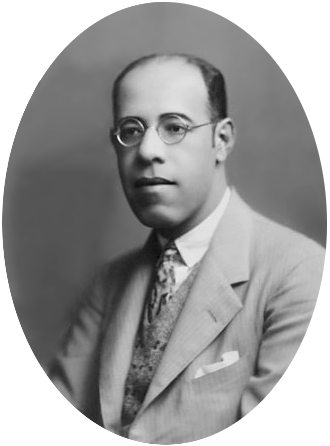
Mário de Andrade

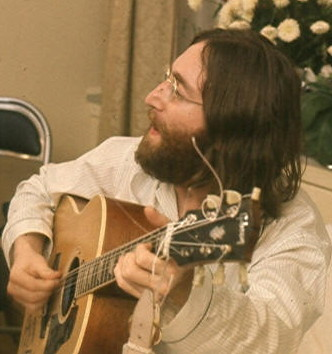
John Lennon

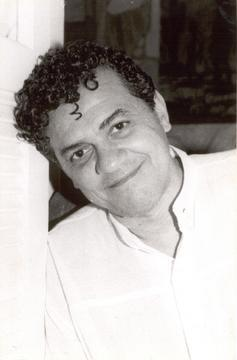
Taiguara

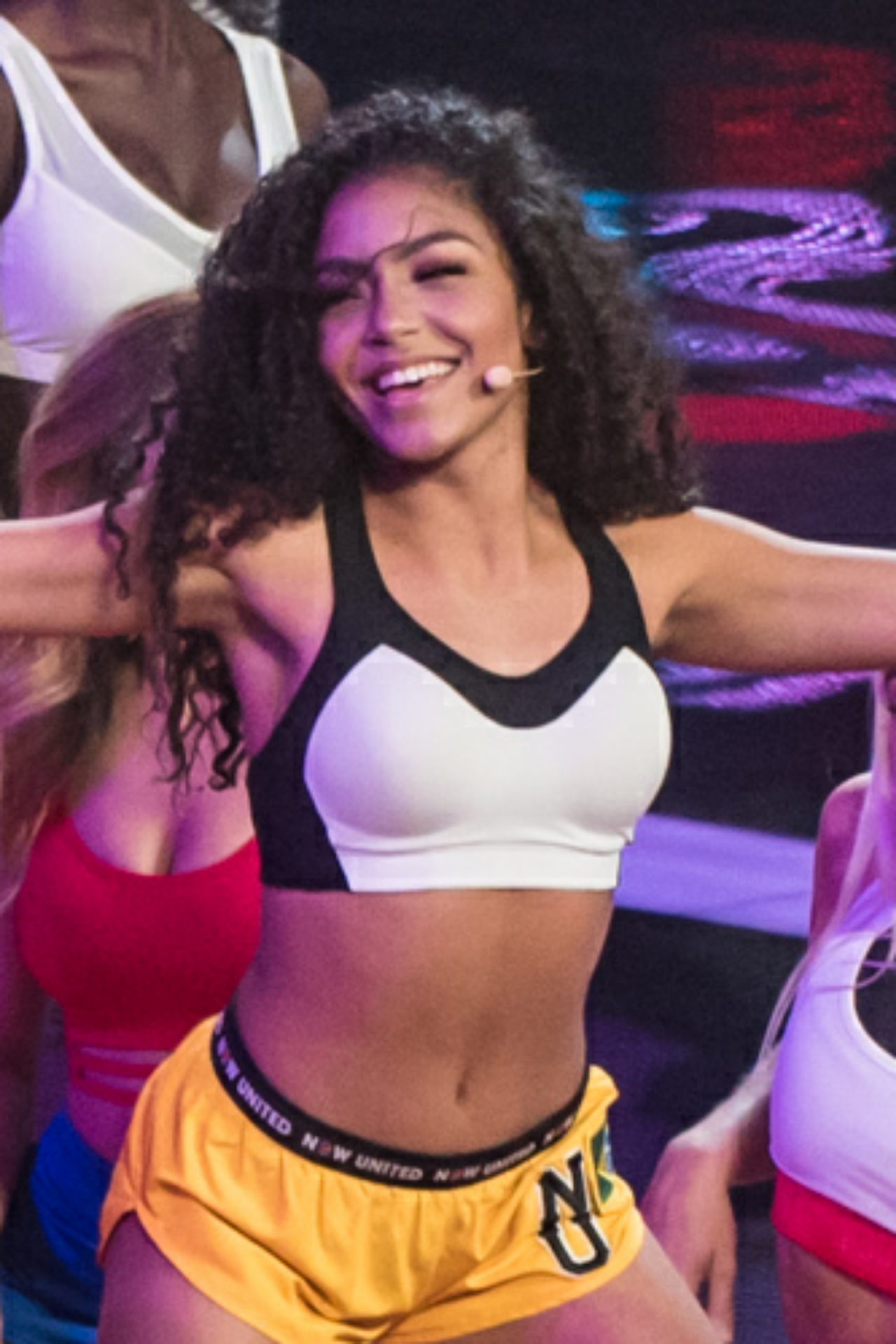
Any Gabrielly

### Anteriores ao século XIX
- 1201 — Robert de Sorbon, teólogo francês (m. 1274).
- 1221 — Salimbene, historiador italiano (m. 1290).
- 1261 — Dinis I de Portugal (m. 1325).
- 1328 — Pedro I de Chipre (m. 1369).
- 1581 — Bachet de Méziriac, teólogo e poeta francês (m. 1638).
- 1586 — Leopoldo V de Habsburgo, arquiduque da Áustria (m. 1632).
- 1723 — Jemima Yorke, 2.ª Marquesa Grey (m. 1797).
- 1757 — Carlos X de França (m. 1836).

### Século XIX
- 1830 — Harriet Hosmer, escultora norte-americana (m. 1908).
- 1833 — Eugen Langen, empreendedor, engenheiro e inventor alemão (m. 1895).
- 1835 — Camille Saint-Saëns, compositor, pianista e organista francês (m. 1921).
- 1852 — Hermann Emil Fischer, químico alemão (m. 1919).
- 1853 — José do Patrocínio, jornalista, orador, poeta e romancista brasileiro (m. 1905).
- 1859 — Alfred Dreyfus, oficial francês (m. 1935).
- 1863 — Alexander Siloti, pianista e compositor russo (m. 1945).
- 1873 — Karl Schwarzschild, astrônomo e físico alemão (m. 1916).
- 1881 — Victor Klemperer, professor de filologia (m. 1960).
- 1890 — Aimee McPherson, religiosa canadense (m. 1944).
- 1893 — Mário de Andrade, escritor, crítico literário, musicólogo e folclorista brasileiro (m. 1945).
- 1900 — Ismael Nery, pintor brasileiro (m. 1934).

### Século XX

#### 1901–1950
- 1906 — Léopold Sédar Senghor, estadista senegalês (m. 2001).
- 1907 — Jacques Tati, ator e cineasta francês (m. 1982).
- 1911 — Joe Rosenthal, fotógrafo estado-unidense (m. 2006).
- 1916 — Jean Dausset, médico francês (m. 2009).
- 1920 — Mario Zan, músico e acordeonista ítalo-brasileiro (m. 2006).
- 1922 — Olga Guillot, cantora cubana (m. 2010).
- 1928 — Lavoisier Maia, médico e político brasileiro (m. 2021).
- 1933 — Peter Mansfield, médico britânico (m. 2017).
- 1939 — John Pilger, jornalista australiano (m. 2023).
- 1940
  - John Lennon, músico britânico (m. 1980).
  - Cláudio Mamberti, ator brasileiro (m. 2001).
- 1944
  - John Entwistle, baixista britânico (m. 2002).
  - Ronald Joseph, patinador artístico americano.
- 1945
  - Taiguara, cantor e compositor brasileiro (m. 1996).
  - Nalva Aguiar, cantora brasileira.
- 1948 — Luiza Helena Trajano, empresária brasileira.
- 1949 — Maria Cláudia, atriz brasileira.
- 1950 — Jody Williams, professora de línguas e ativista norte-americana.

#### 1951–2000
- 1953
  - Pascoal da Conceição, ator brasileiro.
  - Tony Shalhoub, ator estado-unidense.
- 1954
  - Scott Bakula, ator estado-unidense.
  - Dennis Stratton, músico britânico.
- 1957
  - Marcelo Crivella, cantor, líder religioso e político brasileiro.
  - Stanley Kwan, diretor e produtor de cinema honconguêes.
- 1961 — Julian Bailey, automobilista britânico.
- 1962 — Jorge Burruchaga, ex-futebolista argentino.
- 1963 — José Roberto Torero, escritor e jornalista brasileiro.
- 1964 — Guillermo del Toro, ator e diretor mexicano.
- 1966 — Armindo Magalhães, escritor português.
- 1967 — Eddie Guerrero, wrestler norte-americano (m. 2005).
- 1969
  - PJ Harvey, cantora britânica.
  - Annika Sörenstam, golfista sueca.
- 1970
  - Shannon Wilsey, atriz estadunidense (m. 1994).
  - Juninho Afram, músico e compositor brasileiro.
- 1971
  - Mário Frias, ator, apresentador e cantor brasileiro.
  - Michael Manna (Steven Richards), wrestler norte-americano.
  - Quim Berto, ex-futebolista português.
  - Sérgio "Serj" Buss, guitarrista brasileiro.
- 1973 — Fabio Lione, cantor italiano.
- 1975 — Sean Lennon, músico estado-unidense.
- 1977
  - Francisco Carlos Nascimento, árbitro de futebol brasileiro.
  - Yaki Kadafi, rapper americano (m. 1996).
- 1978
  - Nicky Byrne, músico irlandês.
- 1979 — Gonzalo Sorondo, futebolista uruguaio.
- 1980
  - Fábio Santos, ex-futebolista brasileiro.
  - Benson Mhlongo, futebolista sul-africano.
- 1981
  - Darius Miles, jogador de basquete americano.
  - Karyn Bravo, jornalista brasileira
- 1982 — Mendonça, futebolista angolano.
- 1983 — Andreas Zuber, automobilista austríaco.
- 1984 — Valentina Fiorin, jogadora de voleibol italiana.
- 1986
  - Gonçalo Brandão, futebolista português.
  - Laure Manaudou, nadadora francesa.
- 1988 — Yuki Yanagita, jogador de beisebol japonês.
- 1989 — David López Silva, futebolista espanhol.
- 1990 — Kevin Kampl, futebolista esloveno.
- 1991 — Stefhany, cantora e compositora brasileira.
- 1992 — Tyler James Williams, ator e dublador norte-americano.
- 1993 — Scotty McCreery, cantor americano.
- 1994 — Jodelle Ferland, atriz canadense.
- 1995 — Kenny Tete, futebolista neerlandês.
- 1996
  - Bella Hadid, modelo estadunidense.
  - Jacob Batalon, ator americano.
- 1997 — Megan Moroney, cantora country americana.
- 1998 — Patson Daka, jogador de futebol zambiano.
- 2000 — Lucas Piton, futebolista ítalo-brasileiro.

### Século XXI
- 2001 — Louis Hynes, ator britânico.
- 2002 — Any Gabrielly, cantora, dançarina, atriz e dubladora brasileira.

## Mortes

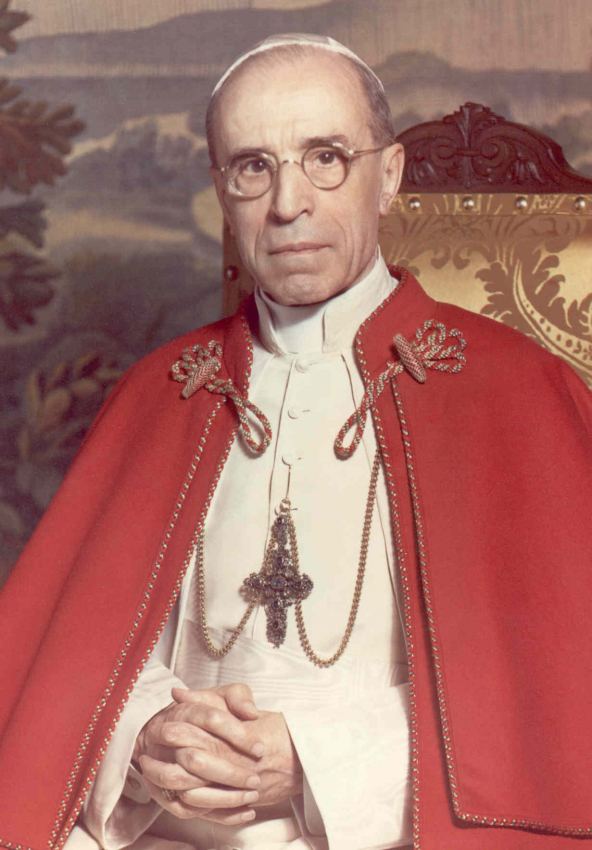
Papa Pio XII

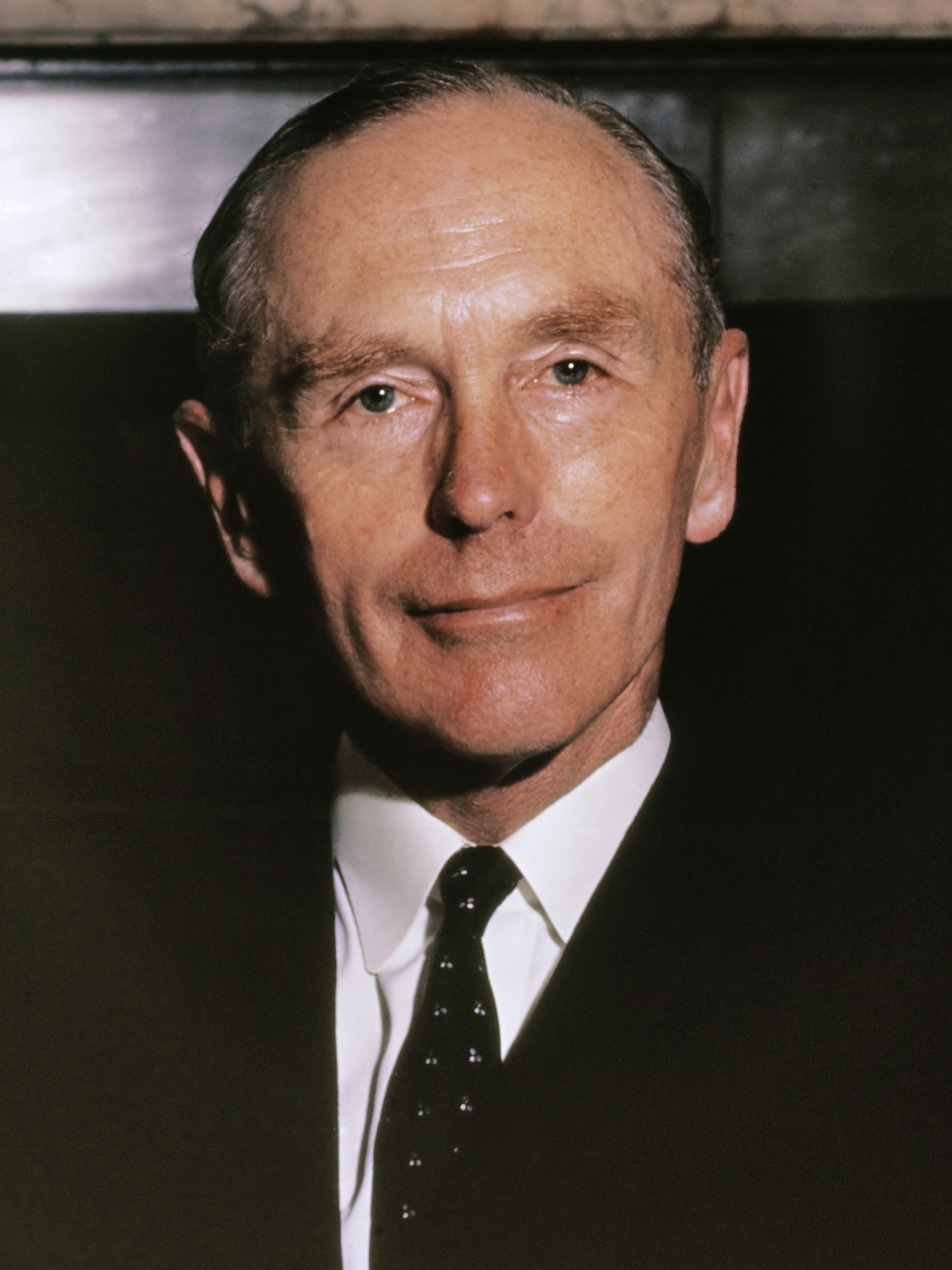
Alec Douglas-Home

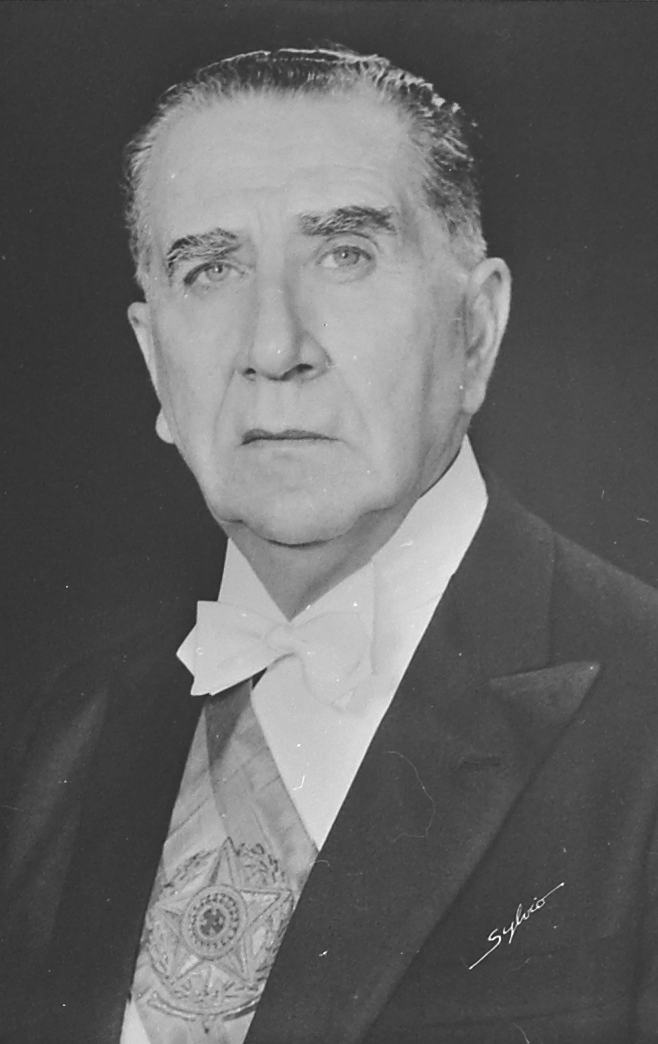
Emílio Garrastazu Médici

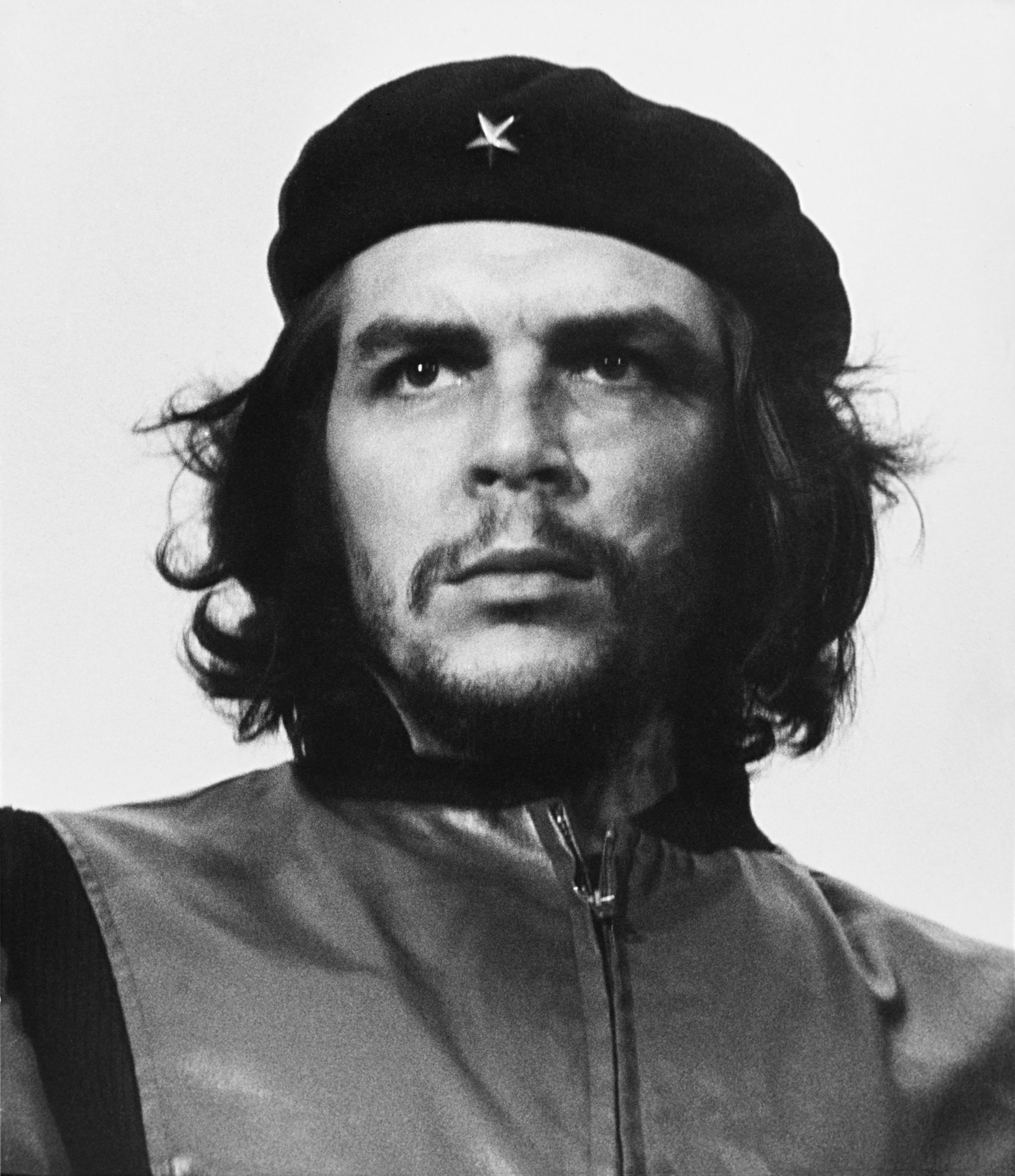
Che Guevara

### Anteriores ao século XIX
- 1047 — Papa Clemente II (n. 1005).
- 1273 — Isabel da Baviera, rainha da Germânia (n. 1227).
- 1390 — João I de Castela (n. 1358).
- 1536 — Margarida de Foix-Candale, marquesa de Saluzzo (n. 1473).
- 1555 — Justus Jonas, o Velho, jurista e reformador alemão (n. 1493).
- 1581 — Luis Beltrán, frade e santo espanhol (n. 1526).
- 1609 — João Leonardo, santo católico (n. 1541).
- 1740 — Luís da Cunha, diplomata português (n. 1662).
- 1793 — Joseph-Marie Amiot, astrônomo e historiador francês (n. 1718).

### Século XIX
- 1867 — Abraham Mapu escritor lituano (n. 1808).

### Século XX
- 1932 — Carmen de Burgos, jornalista, escritora e ativista espanhola (n. 1867).
- 1934
  - Alexandre da Iugoslávia (n. 1888).
  - Inocêncio de Maria Imaculada, religioso e santo católico espanhol (n. 1887).
  - Louis Barthou político francês (n. 1862).
- 1943
  - Pieter Zeeman, físico neerlandês (n. 1865).
  - Emílio Henrique Baumgart, engenheiro brasileiro (n. 1889).
- 1958 — Papa Pio XII (n. 1876).
- 1967
  - André Maurois, escritor francês (n. 1885).
  - Che Guevara, líder revolucionário argentino (n. 1928).
- 1969 — Elsa Rendschmidt, patinadora artística alemã (n. 1886).
- 1974 — Oskar Schindler, empresário alemão (n. 1908).
- 1978 — Jacques Brel, compositor e cantor belga (n. 1929).
- 1985 — Emílio Garrastazu Médici, militar e político brasileiro, 28.° presidente do Brasil (n. 1905).
- 1990 — Carlos Alberto da Costa Nunes, poeta brasileiro (n. 1897).
- 1995 — Alec Douglas-Home, político britânico (n. 1903).
- 1996 — Newton Faller, cientista da computação brasileiro (n. 1947).
- 1999 — João Cabral de Melo Neto, poeta e diplomata brasileiro (n. 1920).
- 2000 — David Dukes, ator norte-americano (n. 1945).

### Século XXI
- 2001
  - Roberto Campos, economista brasileiro (n. 1917).
  - Herbert Ross, diretor de cinema e coreógrafo estadunidense (n. 1927).
- 2005 — Clóvis Bornay, museólogo e carnavalesco brasileiro (n. 1916).
- 2007 — Fausto de Sousa Correia, político português (n. 1951).
- 2013 — Norma Bengell, atriz, cineasta, produtora, cantora e compositora brasileira (n. 1935).
- 2014 — Fernando de Sousa, jornalista português (n. 1949).
- 2016 — Andrzej Wajda, diretor de cinema polonês (n. 1926).
- 2019 — Andrés Gimeno, tenista espanhol (n. 1937).
- 2020 — Cecil Thiré, ator e diretor brasileiro (n. 1943).
- 2023 — Mauro Morelli, bispo e ativista brasileiro (n. 1935).
- 2024 — George Baldock, futebolista grego (n. 1993).

## Feriados e eventos cíclicos
- Dia Mundial dos Correios

### Brasil
- Dia do Atletismo
- Dia do Analista de Suporte
- Dia do Profissional do Consórcio
- Aniversário do município de Itabira, Minas Gerais
- Aniversário do município de Salvador do Sul, Rio Grande do Sul
- Aniversário do município de Campina das Missões, Rio Grande do Sul
- Aniversário do município de Cândido Godói, Rio Grande do Sul

### Portugal
- Feriado Municipal de Machico

### Outros Países
- Dia do Hangul - Coreia do Sul, celebra a invenção do Hangul, o alfabeto fonético coreano
- Dia de Leif Ericsson - Estados Unidos, Islândia e Noruega

### Cristianismo
- Dinis de Paris
- Inocêncio de Maria Imaculada
- João Leonardo
- John Henry Newman
- Luis Beltrán
- Mártires de Turón
- Nossa Senhora de Champion
- Roberto Grosseteste

## Outros calendários
- No calendário romano era o 7.º dia (VII) antes dos idos de outubro.
- No calendário litúrgico tem a letra dominical B para o dia da semana.
- No calendário gregoriano a epacta do dia é xiv.